# Archytas nigrocalyptratus
Archytas nigrocalyptratus är en tvåvingeart som först beskrevs av Macquart 1846.  Archytas nigrocalyptratus ingår i släktet Archytas och familjen parasitflugor. Inga underarter finns listade i Catalogue of Life.